# 伊藤雅俊 (1924年生の実業家)
伊藤 雅俊 （いとう まさとし、1924年4月30日 - 2023年3月10日）は、日本の実業家。イトーヨーカ堂、セブン-イレブン・ジャパン、デニーズジャパンの設立者である。元日本チェーンストア協会会長。出身地は東京都。その手法は「資本主義の精神」そのものと言われた。

## 人物・経歴
東京都生まれ。1944年横浜市立商業専門学校（現横浜市立大学）卒業、三菱鉱業（現三菱マテリアル）入社。大日本帝国陸軍特別甲種幹部候補生（特甲幹）を経て、日本の降伏後、足立区北千住で家業の「羊華堂」という名称の洋品店に参画。
1958年ヨーカ堂（現イトーヨーカ堂）を設立し、同社代表取締役社長に就任。1973年ヨークセブン（現セブン-イレブン・ジャパン）を設立し、同社代表取締役社長に就任。同年デニーズジャパンを設立し、同社代表取締役社長に就任。1978年セブン-イレブン・ジャパン会長、1978年日本チェーンストア協会会長。1981年デニーズジャパン会長。
1996年イトーヨーカ堂名誉会長。2005年からセブン&アイ・ホールディングス名誉会長を務め、2016年には長年自身の後任を務めてきた鈴木敏文セブン&アイ・ホールディングス代表取締役会長兼CEOを、創業家と伊藤邦雄取締役（創業家と同姓だが、一族ではない）らで退任に追い込んだ。
2023年3月10日老衰のため死去。98歳没。

## 親族
- 元イトーヨーカドー専務取締役で横浜商科大学客員教授の伊藤裕久は長男[9]。
- セブン&アイ・ホールディングス代表取締役会長の伊藤順朗は次男[10]。

## 交友
- アークス代表取締役社長の横山清とは家族ぐるみのつきあいがある[7]。
- 伊藤雅俊元味の素代表取締役社長とは、同姓同名が縁となり会食を開く仲となった[9]。
- イズミ創業者の山西義政とは、商圏が重複しなかったことから互いに情報交換を重ねるなど関係が深かった。このことが、鈴木敏文の退任で創業家の影響が再度強まった後のセブン&アイとイズミの業務提携の基礎となった。
- ダイエー創業者の中内功とは商売ではライバルであったが、互いの子息が慶應義塾大学で同窓で、同ゼミであったという関係もあって面識があり、晩年は中内学園名誉理事も務めていた。

## 称号
- 2008年4月1日～2011年3月31日、学校法人中内学園（流通科学大学）の理事に就任。退任後「学校法人中内学園名誉理事」の称号を授与された。[11]

## 著書
- 『商いの道 - 経営の原点を考える』  PHP研究所 1998年
- 『「商い」から見た日本史』（斎藤善之,網野善彦と共著） PHP研究所 2000年
- 『伊藤雅俊の商いのこころ』日本経済新聞社 2003年
- 『伊藤雅俊 遺す言葉』セブン&アイ出版 2018年